# Oligia subjuncta
Oligia subjuncta är en fjärilsart som beskrevs av Smith 1898. Oligia subjuncta ingår i släktet Oligia och familjen nattflyn. Inga underarter finns listade i Catalogue of Life.